# Tadeusz Konczyński
Tadeusz Konczyński (19. března 1875 Krakov – 13. srpna 1944 Varšava-Miedzeszyn) byl polský spisovatel, básník, dramatik a scenárista.

## Životopis
Vystudoval Jagellonskou univerzitu, kde získal doktorát z filozofie. Ve studiu pokračoval v Anglii. V letech 1915–1916 byl ředitelem Teatru Ludowego, 1914–1918 redigoval „Ilustrowany Tygodnik Literacki“. Od roku 1924 do 1932 vydával deník „Unia“ (později přeměněný na deník „Nowa Polska“). Během této doby vytvářel komedie a dramata s psychologickou a historickou tematikou. Byl autorem řady sociálních a psychologických románů. V roce 1913 vydal sci-fi román Ostatnia godzina.
Tadeusz Konczyński byl také známý jako propagátor fotbalu v Krakově a Varšavě, strážce a patron prvních fotbalových klubů. V roce 1906 uspořádal podzimní turnaj, který dal vzniknout mnoha sportovním klubům v Krakově (existuje pouze jeden z tehdy založených – Wisła). Věnoval sportovní oblečení dvěma nejstarším krakovským klubům. I. Klub Studencki obdržel "národní barvy" a od té doby byl znám jako Biało-Czerwoni a akademický tým „Cracovia“ obdržel oblečení v barvách města – modré s bílou šerpou. Podle některých studií byl také původcem dresů pro kluby, které převzaly názvy Czerwoni a Wisła (podle stuhy na jejich dresech).
Měl syna Juliusze (1913–1988).

## Vybraná díla

### Drama
- Kajetan Orug (1902)
- Otchłań (1903)
- Białe pawie (1909)
- Demostenes (1911)
- Straceńcy (1911)
- Maria Leszczyńska (1917)

### Romány
- Śladem tęsknoty (1901)
- Nad głębiami (1907)
- Ostatnia godzina (1913), wznowiona w 1921 pod tytułem Koniec świata
- Bunt (1914)
- Jej romans (1917)
- Dom Magdaleny (1924)
- Głód szczęścia (1931)
- Dwie drobne dłonie (1939)

### V češtině
- Svátek přesnic – úvod František Sekanina, in: 1000 nejkrásnějších novel... č. 88; ze sbírky Zkáza Jeruzalema přeložil Jakub Rydvan. Praha: J. R. Vilímek, 1915
- Smrtelný běh: román – př. August Spáčil. Praha: J. R. Vilímek, 1919
- Poslední hodinka: fantastický román – př. Jakub Rydvan. Praha-Karlín: Emil Šolc, 1920